# Ralph W. Gwinn

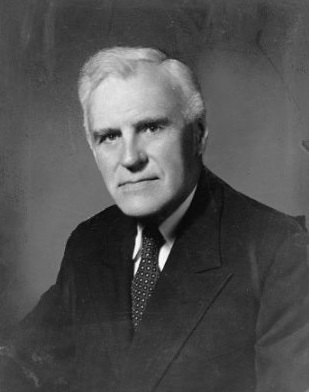
Ralph W. Gwinn

Ralph Waldo Gwinn (* 29. März 1884 in Noblesville, Indiana; † 27. Februar 1962 in Delray Beach, Florida) war ein US-amerikanischer Politiker. Zwischen 1945 und 1959 vertrat er den Bundesstaat New York im US-Repräsentantenhaus.

## Werdegang
Ralph Waldo Gwinn besuchte öffentliche Schulen und die Preparatory School der Taylor University in Upland (Indiana). Er graduierte 1905 an der DePauw University in Greencastle (Indiana) und 1908 an der rechtswissenschaftlichen Fakultät der Columbia University in New York City. Nach dem Erhalt seiner Zulassung als Anwalt 1908 begann er in New York City zu praktizieren. Während des Ersten Weltkrieges diente er als Special Counsel für den War Shipping Board und als Sonderbeauftragter des Secretary of War auf dem europäischen Kriegsschauplatz. Zwischen 1920 und 1930 war er Mitglied und Präsident des Bildungsausschusses in Bronxville. Während dieser Zeit ging er 1928 in Pawling landwirtschaftlichen Tätigkeiten nach. Er war zwischen 1923 und 1962 Trustee an der DePauw University und zwischen 1930 und 1962 an der Asheville School for Boys in Asheville (North Carolina). Er war Autor von zahlreichen landwirtschaftlichen und religionspädagogischen Artikeln. Politisch gehörte er der Republikanischen Partei an.
Bei den Kongresswahlen des Jahres 1944 für den 79. Kongress wurde Gwinn im 27. Wahlbezirk von New York in das US-Repräsentantenhaus in Washington, D.C. gewählt, wo er am 4. Januar 1945 die Nachfolge von Jay Le Fevre antrat. Er wurde sechs Mal in Folge wiedergewählt. Da er auf eine erneute Kandidatur 1958 verzichtete, schied er nach dem 3. Januar 1959 aus dem Kongress aus.
Nach seiner Kongresszeit zog er auf seine Farm Ravenwood in Pawling. Er verstarb am 27. Februar 1962 in Delray Beach. Sein Leichnam wurde dann auf dem gleichnamigen Friedhof in Pawling beigesetzt.

## Hinweise
1. ↑  Eine Preparatory School ist eine private weiterführende Schule, die ihre Schüler speziell auf ein Studium an einem College oder einer Universität vorbereitet; ähnlich wie ein Gymnasium.